# Жуниньо Олавио
Ола́вио Вие́йра дос Са́нтос Жу́ниор (порт.-браз. Olávio Vieira dos Santos Júnior; род. 21 ноября 1996, Питанги) — бразильский футболист, нападающий бразильского клуба «Фламенго».

## Карьера
Родился 21 ноября 1996 года в Питанги.
С 2021 по 2023 год играл за «Шавеш» (Португалия). С Жуниньо команда вышла в Примейру.
26 июня 2023 года перешёл в «Карабах». Контракт с «Карабахом» действует до 30 июня 2026 года.
В первом сезоне стал лучшим бомбардиром «Карабаха». При этом, забил 5 голов в Лиге Европы, войдя в топ-10 бомбардиров за сезон 2023/2024.
На март 2024 года в 217 матчах забил 44 гола и отдал 12 результативных передач.
В сезоне 2023/2024 стал чемпионом Азербайджана в составе «Карабаха».
На декабрь 2024 года в 47 матчах чемпионата Азербайджана забил 23 гола. В декабре 2024 года попал в список лучших бомбардиров всех турниров 2024 года IFFHS с 26 голами. 
13 января 2025 года он перешел во «Фламенго», подписав трехлетний контракт, который будет действовать до 2028 года.

## Достижения

### Командные
«Карабах»
- Чемпион Азербайджана: 2023/24
- Обладатель Кубка Азербайджана: 2023/24

### Личные
- Лучший бомбардир чемпионата Азербайджана: 2023/24 (20 голов)